# ヘヴィー・ソウル
ヘヴィー・ソウル（Heavy Soul）は、ポール・ウェラーが1997年に発表したアルバム。

## 解説
第1弾シングル「ピーコック・スーツ」は、ポールのソロ・シングルとしては最高位の全英5位に達した。その後「ブラッシュト」（全英14位）、「フライデー・ストリート」（全英21位）、「マーメイド」（全英30位）がシングル・カットされた。

## 収録曲
特記なき楽曲はポール・ウェラー作。「アイズ・オブ・ストーム」は、ポリドールから発売された日本盤初回CDのボーナス・トラック。
1. ヘヴィー・ソウル (パート1) - "Heavy Soul (Pt 1)" - 3:55
2. ピーコック・スーツ - "Peacock Suit" - 3:12
3. スージーズ・ルーム - "Up in Suzes' Room" - 4:23
4. ブラッシュト - "Brushed" (Paul Weller, Steve White, Mark Nelson) - 3:26
5. ドライヴィング・ノーウェア - "Driving Nowhere" - 2:57
6. インスパイアー・ユー - "I Should Have Been There to Inspire You" - 5:13
7. ヘヴィー・ソウル (パート2) - "Heavy Soul (Pt 2)" - 3:09
8. フライデー・ストリート - "Friday Street" - 2:20
9. サイエンス - "Science" - 3:32
10. ゴールデン・サンズ - "Golden Sands" - 2:54
11. リーン・イントゥ・ザ・ライト - "As You Lean Into the Light" - 2:46
12. マーメイズ - "Mermaids" - 3:03
13. アイズ・オブ・ストーム - "Eyes of Storm" (P. Weller, S. White, M. Nelson) - 4:21
  - 日本盤CDボーナス･トラック（UKシングル「Peacock Suit」カップリング曲）

## 参加ミュージシャン
- ポール・ウェラー - ボーカル、ギター、ピアノ、タンブーラ
- マーク・ネルソン - ベース、シタール、ウクレレ
- スティーヴ・ホワイト - ドラムス、パーカッション
- ブレンダン・リンチ - モーグ・シンセサイザー、アコーディオン
- ジュールズ・ホランド - エレクトリックピアノ(on 10.)
- ロージー・ウェッタース - ボーカル(on 7.)